# Matheus Felipe
Matheus Felipe Santos Nascimento, meglio noto come Matheus Felipe (Teresina, 9 novembre 1998), è un calciatore brasiliano, difensore del CA TP.HCM.

## Carriera
Matheus Felipe ha iniziato la sua carriera nelle squadre minori del campionato brasiliano. A metà della stagione 2021 il Grêmio Prudente lo ha ceduto in prestito al CSA, con cui, oltre a vincere un campionato statale, ha totalizzato 36 presenze e una rete nella seconda divisione brasiliana. Poco prima dell'inizio della stagione 2022 è stato acquistato a titolo definitivo dall'Athletico Paranaense, con cui ha esordito il 23 gennaio dello stesso anno nell'incontro del Campionato Paranaense vinto 1-0 contro il Paraná; il 17 aprile successivo ha esordito anche nella prima divisione brasiliana, giocando la gara persa 0-1 contro l'Atlético Mineiro.

## Statistiche

### Presenze e reti nei club
Statistiche aggiornate al 4 maggio 2022.
| Stagione           | Squadra            | Campionato         | Campionato | Campionato | Coppe nazionali | Coppe nazionali | Coppe nazionali | Coppe continentali | Coppe continentali | Coppe continentali | Altre coppe | Altre coppe | Altre coppe | Totale | Totale |
| Stagione           | Squadra            | Comp               | Pres       | Reti       | Comp            | Pres            | Reti            | Comp               | Pres               | Reti               | Comp        | Pres        | Reti        | Pres   | Reti   |
| ------------------ | ------------------ | ------------------ | ---------- | ---------- | --------------- | --------------- | --------------- | ------------------ | ------------------ | ------------------ | ----------- | ----------- | ----------- | ------ | ------ |
| 2016               | Mirassol           | A2/SP              | 0          | 0          |                 | -               | -               |                    | -                  | -                  |             | -           | -           | 0      | 0      |
| 2017               | Mirassol           | A1/SP              | 0          | 0          |                 | -               | -               |                    | -                  | -                  |             | -           | -           | 0      | 0      |
| 2018               | Mirassol           | A1/SP+D            | 0+3        | 0          |                 | -               | -               |                    | -                  | -                  |             | -           | -           | 3      | 0      |
| 2019               | Mirassol           | A1/SP              | 4          | 0          |                 | -               | -               |                    | -                  | -                  |             | -           | -           | 4      | 0      |
| Totale Mirassol    | Totale Mirassol    | Totale Mirassol    | 7          | 0          |                 | -               | -               |                    | -                  | -                  |             | -           | -           | 7      | 0      |
| 2020               | Grêmio Prudente    | B/SP               | 13         | 1          |                 | -               | -               |                    | -                  | -                  |             | -           | -           | 13     | 1      |
| 2020               | Juventus-SC        | PD/SC              | 0          | 0          |                 | -               | -               |                    | -                  | -                  |             | -           | -           | 0      | 0      |
| 2021               | Juventus-SC        | PD/SC+D            | 8+0        | 0          |                 | -               | -               |                    | -                  | -                  |             | -           | -           | 8      | 0      |
| Totale Juventus-SC | Totale Juventus-SC | Totale Juventus-SC | 8          | 0          |                 | -               | -               |                    | -                  | -                  |             | -           | -           | 8      | 0      |
| 2021               | CSA                | PD/AL+B            | 3+36       | 0+1        | CB              | 1               | 0               |                    | -                  | -                  | CdN         | 2           | 0           | 42     | 1      |
| 2022               | Athl. Paranaense   | A1/PR+A            | 5+3        | 0          | CB              | 0               | 0               | CL                 | 3                  | 0                  | RS          | 0           | 0           | 11     | 0      |
| Totale carriera    | Totale carriera    | Totale carriera    | 75         | 2          |                 | 1               | 0               |                    | 3                  | 0                  |             | 2           | 0           | 81     | 2      |

## Palmarès

### Club

#### Competizioni statali
- Campionato Alagoano: 1

CSA: 2021
- Campionato Paranaense: 1

Athletico Paranaense: 2023
- Campionato Cearense: 1

Ceará: 2024